# Steinabreibung

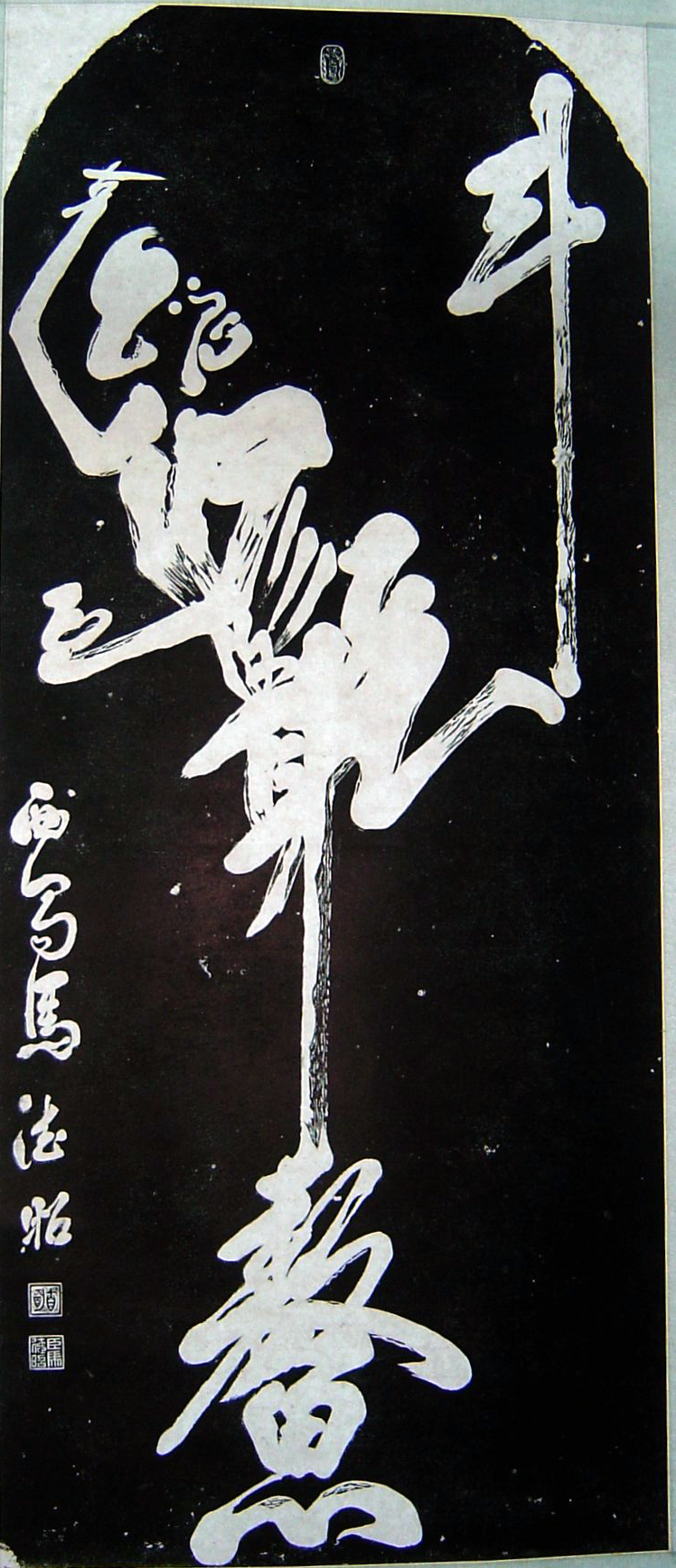
Kuixing, der Gott der Examen (ein Begleiter von Wenchang, dem Gott der Literatur) – Steinabreibung aus dem Stelenwald von Xi’an

Steinabreibung (chinesisch 榻本, Pinyin Tàběn) ist das Verfahren und das Produkt (dieses selber wird auch etwas ungenau Steinabklatsch genannt) einer seit vielen Jahrhunderten in Ostasien (bes. in China und Korea) geübten Übertragung einer Steinritzung, Steingravur oder eines Reliefs mittels Farbpigment auf Papier.
Die Methode der Abreibung auf Papier, die als Vorläuferin des Holzschnitts und der Buchdruckerkunst in Ostasien gilt, dient in modifizierter Form auch zur Abbildung künstlerischer Oberflächenbearbeitungen auf anderen Materialien (Bronze, Jade, Holz).
Im Gegensatz zum Druck kommt bei der Abreibung das Original nicht mit Farbe in Berührung, die Kopie ist seitenrichtig und muss außerdem immer von Hand angefertigt werden.
Die Steinabreibung wird in Ostasien nicht nur als (ein im weitesten Sinn graphisches) Verfahren, sondern mindestens seit der Ming-Dynastie als eigenständige Kunstgattung betrachtet. Im Westen ist man hierüber geteilter Meinung.

## Geschichte
Die Vermutung, es habe sich bei den in den Annalen der Östlichen Han-Dynastie beschriebenen „Kopien“ (摩 寫  Móxiě) der Steinklassiker der Xiping-Ära (175–183 n. Chr.) um Steinabreibungen gehandelt, wird heute angezweifelt. Die meisten Quellen weisen auf eine Erfindung der Steinabreibung während der Nördlichen Wei-Dynastie oder der Liang-Dynastie hin. Die frühesten erhaltenen Steinabreibungen wurden nahe Dunhuang vom Archäologen Paul Pelliot gefunden und stammen aus der Zeit der Tang-Dynastie.
Die Geschichtsbücher der Tang-Zeit berichten, dass eine beschränkte Anzahl ausgesuchter Spezialisten, die allerdings nur den Rang niederer Angestellter hatten, für die Steinabreibungen zuständig war.
Während der Ming-Dynastie erlangte die Steinabreibung eine so hohe Wertschätzung und technische Perfektion, dass schon Steinarbeiten im Hinblick auf ihre spätere Abreibung konzipiert wurden.
Seit frühesten Zeiten  wurde die Steinabreibung in erster Linie zur Vervielfältigung, zum Transport und zur Archivierung von in Stein gemeißelten Texten (Klassikern, Inschriften, Gedichten u. a.) sowie von kalligraphischen und bildnerischen Steinmetzarbeiten verwandt. Auch Jahrhunderte nach der Erfindung des Blockdrucks, der ähnlichen Zielen diente, blieb die Methode der Steinabreibung lebendig.
Der Missionar Matteo Ricci (1552–1610) brachte die Kenntnis der Steinabreibung von seinem Aufenthalt in China mit nach Europa. Die Technik wurde aber dort nicht heimisch, weil entsprechende Originale (vor allem Inschriften) seltener waren und der Buchdruck mit beweglichen Lettern bereits erfunden war.
Durch die Verwendung der Technik der Steinabreibung und die Konservierung der verwendeten Steinstelen konnten große Schriftsammlungen überliefert werden, die andernfalls nicht so lange überdauert hätten. Ein Beispiel hierfür ist eine Sammlung buddhistischer Sutras aus Hunan, welche insgesamt 4.200.000 Wörter umfasst.

## Technik
Das aus Pflanzenfasern oder aus Maulbeerbaumrinde hergestellte Papier, das dehnbar, aber reißfest sein muss, wird mit einer Lauge (in Wasser aufgeschlämmtes Reismehl unter Zusatz von Alaun) getränkt und dem abzubildenden Steinbezirk aufgelegt. Anschließend wird das erweichte Papier mit „dem Handballen, einem Lederklöpfel oder auch einem kurzhaarigen, harten Pinsel auf den Stein aufgeklopft, wobei [es darauf ankommt, dass] es sich der Oberfläche und den Formen das Steins fest anschmiegt“ und „möglichst gleichmäßig in die eingeritzten Linien eindringt“ bzw. dass die erhabene Stellen eines Reliefs klar konturiert werden.
Nach dem Trocknen wird ein mit Farblösung angefeuchteter Stoffballen mit wischender Bewegung großflächig über das Papier geführt, wobei die Farbe alle den hoch liegenden Flächen des Steines anliegenden Papierzonen erfasst, das in die Rillen bzw. Ritzen eingeklopfte Papier aber nicht benetzt, sodass sich die Furchen bei Verwendung schwarzer Tusche weiß vor schwarzem Hintergrund abheben.
Nach der in der zweiten Phase erfolgenden „Abreibung“ mit Farbe heißt der gesamte Prozess (bzw. das Produkt) „Steinabreibung“.

## Trockenabreibung
Bei der seltener geübten Trockenabreibung werden flache Stein- oder Metallstrukturen auf ein dicht anliegendes Papier durch Reiben mit schwarzer Ölkreide (aus Hartwachs und Lampenruß hergestellt) übertragen.
Im 20. Jahrhundert benutzte der Künstler Max Ernst eine der Trockenabreibung analoge Methode, die er Frottage nannte, zur Integration der Muster organischer Strukturen in seine Bilder.
Heutige Trockenabreibungen von Steinen werden mit Graphit oder Farbkreiden vorgenommen.

## Künstlerische Bewertung
Bei der Einfärbung ergeben sich durch Variationen der Papiersorte, des Farbpigments (meist schwarz, selten andere Farben, besonders rot) und besonders der Reibetechnik viele Möglichkeiten der künstlerischen Differenzierung. Aus diesem Grund werden Steinabreibungen in Ostasien auch als echte Kunstwerke (Unikate) angesehen. Die Leistungen der Steinschneider und der Steinabreiber sind hierbei nicht voneinander zu trennen.

## Nachschöpfungen
Die Farbe kommt bei dieser Methode (im Gegensatz zu Druckverfahren wie der Lithografie) mit der Oberfläche des Steins nicht in Berührung. Eine allmähliche mechanische Schädigung der Oberflächenstrukturen des Originals durch häufiges Aufklopfen der Papiere ist jedoch möglich. Bei alten und wertvollen Steintafeln ist man deshalb dazu übergegangen, die Abreibung von einer genauen Kopie des Originals vorzunehmen bzw. die Erstabreibungen selber von Hand zu kopieren. Bei guter Qualität wird auch diesen Nachschöpfungen ein künstlerischer Wert zugeschrieben, auch wenn sie wissenschaftlich nicht verwertbar sind.

## Anwendung

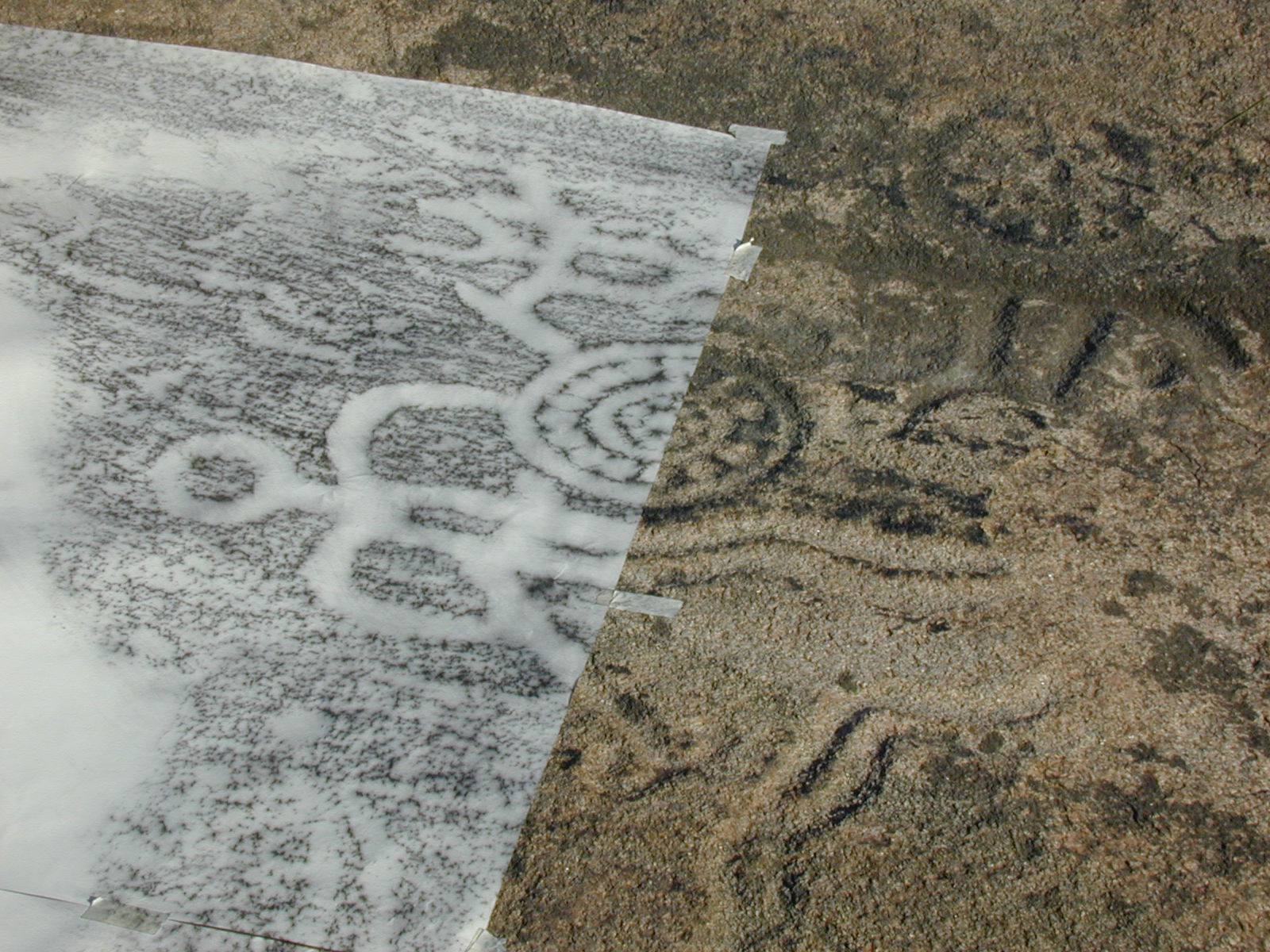
Eine Steinabreibung (Graphit auf Papier zur
Dokumentation einer Petroglyphe).

- In der Neuzeit spielen Abreibungen künstlerisch bearbeiteter Steinoberflächen eine Rolle bei der Erforschung fremder Kulturen.

- In den USA wurden Abreibungen von Grabsteinen populär, die entweder aus wissenschaftlicher Motivation (Genealogie, Lokalgeschichte) oder einfach aus ästhetischen Gründen vorgenommen werden.

## Kataloge
- Hoshien Tchen: Catalogue of Chinese rubbings from Field Museum. Field Museum of Natural History 1981.
- Käte Finsterbusch: Verzeichnis und Motivindex der Han-Darstellungen. Harrassowitz 1966-[17].
- European Union Catalogue of Chinese Rubbings bereitgestellt von der École française d’Extrême-Orient (EFEO) (frz.)